# Панчо Барнс (фильм)
«Панчо Барнс» (англ. Pancho Barnes) — кинофильм посвящённый американской лётчице Панчо Барнс. Фильм можно смотреть детям любого возраста.

## Сюжет
Это история Флоренс Барнс по прозвищу Панчо, которая стала одной из первых женщин-пилотов в США. Будучи женой преподобного Рэнкина Барнса, она откровенно скучала в компании других жён священников. Её авантюрному складу характера претила размеренная жизнь американской домохозяйки.
В 1920-х годах Флоренс заинтересовалась авиацией, бросила мужа и вскоре уже конкурировала с Эмилией Эрхарт в установлении мировых рекордов скорости. После того, как Говард Хьюз пригласил её исполнить воздушный трюк в своём знаменитом фильме «Ангелы ада», Флоренс инициировала создание ассоциации пилотов кинофильмов.

## В ролях
- Валери Бертинелли — Флоренс «Панчо» Барнс
- Тед Уосс — Фрэнк Кларк
- Джеймс Стивенс — Рэнкин Барнс
- Синтия Харрис — миссис Лав
- Джеффри Льюис — Бэн Кэтлин

## Съёмочная группа
- Режиссёр: Ричард Хеффрон
- Продюсеры: Блу Андре, Элис Пардо
- Сценаристы: Дэвид Чишолм, Джон Майкл Хэйес
- Композитор: Эллин Фергюсон
- Оператор: Уильям Уэйкс

## Награды
- 1989 — премия «Эмми» за лучшие костюмы.
- 1989 — номинация на премию «Эмми» за лучшую музыку.